# 기원전 56년

## 연호
- 전한(前漢) 오봉(五鳳) 2년

## 기년
- 전한(前漢) 선제(宣帝) 18년
- 신라(新羅) 혁거세 거서간(赫居世居西干) 2년

## 사건
- 갈리아 전쟁 3년: 율리우스 카이사르, 갈리아 서해안과 아퀴타니아 정벌.